# Lego Star Wars: Padavan bajkeverők
A Lego Star Wars: Padavan bajkeverők (eredeti cím: Lego Star Wars: The Padawan Menace) 2011-ben bemutatott amerikai 3D-s számítógépes animációs film, amelynek a rendezője David Scott, az írója Michael Price, a producerei Amber Naismith és Mark Thorley, a zeneszerzője John Williams. Műfaját tekintve kalandfilm és filmvígjáték. Amerikában 2011. július 22-én mutatta be a Cartoon Network.

## Szereplők
| Szereplő                                                                       | Színész / Eredeti hang          | Magyar hang           |
| ------------------------------------------------------------------------------ | ------------------------------- | --------------------- |
| C-3PO                                                                          | Anthony Daniels                 | Józsa Imre            |
| Yoda                                                                           | Tom Kane                        | Versényi László       |
| Narrátor                                                                       | Tom Kane                        | Várkonyi András       |
| Ackbar admirális                                                               | Tom Kane                        | Schneider Zoltán      |
| Grievous tábornok                                                              | Wayne Bashley                   | Schneider Zoltán      |
| Ian (Han Solo fiatalon)                                                        | Katie Leigh                     | Ducsai Ábel           |
| Ashla                                                                          | Katie Leigh                     | Molnár Ilona          |
| Mari Amithest                                                                  | Katie Leigh                     | Molnár Ilona          |
| Assajj Ventress                                                                | Nika Futterman                  | Varga Klári           |
| Shaak Ti                                                                       | Nika Futterman                  | Törtei Tünde          |
| Jempa                                                                          | Nika Futterman                  | Sipos Eszter Anna     |
| Palpatine kancellár / Darth Sidious                                            | R. Martin Klein                 | Jakab Csaba           |
| Liam                                                                           | R. Martin Klein                 | Hamvas Dániel         |
| Ki-Adi-Mundi                                                                   | R. Martin Klein                 | Forgács Gábor         |
| Wuher, kocsmáros Mos Eisley-ben (az Új Remény című filmből, archív felvételen) | Ted Burnett (archív felvételen) | Forgács Gábor         |
| Wuher, kocsmáros Mos Eisley-ben                                                | ?                               | Forgács Gábor         |
| Bürokatózisi szenátor úr                                                       | ?                               | Forgács Gábor         |
| George Lucas                                                                   | Rob Paulsen                     | Csuha Lajos           |
| Bobby                                                                          | Rob Paulsen                     | Sánta László          |
| Darth Vader                                                                    | Phil LaMarr                     | Hollósi Frigyes       |
| Bail Organa                                                                    | Phil LaMarr                     | Varga Gábor           |
| Jar Jar Binks                                                                  | Phil LaMarr                     | Bicskey Lukács        |
| Szenátusi kikiáltó                                                             | Tim Gaul                        | Bicskey Lukács        |
| Cody parancsnok                                                                | ?                               | Mesterházy Gyula      |
| Anakin Skywalker                                                               | David Scott                     | Moser Károly          |
| Obi-Wan Kenobi                                                                 | David Scott                     | Anger Zsolt           |
| Droid                                                                          | ?                               | Molnár Levente        |
| Luke Skywalker (az Új Remény című filmből, archív felvételen)                  | Mark Hamill (archív felvételen) | Előd Botond           |
| Egértől félő őr a szenátus előtt                                               | ?                               | Galambos Péter        |
| Méltatlankodó játékos a holo-adásban                                           | ?                               | Galambos Péter        |
| Fénykés eladó                                                                  | ?                               | Gubányi György István |
| Űrlény Mos Eisley-ban                                                          | ?                               | Gubányi György István |